# Testemunho (direito)
Em direito, testemunho (ou prova testemunhal) é o meio de prova consistente na declaração feita por terceiro, ou seja, por pessoa estranha às partes litigantes, a respeito de determinado fato de que soube ocasionalmente, ou através dos sentidos.
A prova testemunhal é indireta e representativa de algum fato passado. Para ser representativa, exige que o sujeito seja um terceiro (ou seja, não tenha interesse direto na ação), capaz, não impedida e nem suspeita (art. 228 do Código Civil brasileiro).
No Brasil, todos os fatos podem ser provados por testemunhas, exceto quando a lei restrinja este meio de prova. Por exemplo, negócios jurídicos com valores superiores a 10 salários mínimos - nestes casos, admitem-se contudo testemunhas para fatos controversos da validade ou eficácia do negócio.